# Torrent de la Font de Salvatges

El Torrent de la Font de Salvatges, respecte del terme de Granera

El torrent de la Font de Salvatges és un torrent del terme municipal de Granera, al Moianès.
Està situat a la zona sud-oriental del terme, al nord de la masia de Salvatges. Es forma a ponent de l'extrem nord-oest del Serrat de les Pedres, al nord de la Cova del Penitent. Des d'aquell lloc davalla cap a ponent, travessa el Camí de Salvatges, passa al nord de la masia de Salvatges i a migdia de les Febres, i s'aboca en el torrent de Salvatges a llevant de la Baga de la Frau de la Riera.